# Discipline: Record of a Crusade
Discipline: Record of a Crusade (яп. ディシプリン Дисипурин) — японское аниме 2003 года режиссёра Кондо Такаси, основанное на игре, которую создала та же команда, что и Bible Black пару годами раньше. Произведение реализовано как шестисерийное OVA, это хентай с комедийными элементами. Это первое хентайное аниме, выпущенное на Blu-ray-диске.

## Сюжет
История вращается вокруг Такуро Хаями — студента, переведённого в по большей части женскую школу Святого Аркадия. Все девочки вокруг хотят заняться сексом с ним, так как школа только недавно открыла двери для студентов-мальчиков. Хаями кажется обычным студентом, но как позже выясняется во время секса, у него есть тайна. Новичок имеет сверхвысокую сексуальную силу, которая и становится центром противостояния в академии. Поначалу Хаями чувствует себя как в раю, но позже понимает, что не все так просто.

## Персонажи
- Такуро Хаями (Takuro Hayami) — главный герой, темноволосый сероглазый студент, переведенный в женскую академию. Хаями находится в центре всеобщего внимания из-за своей необычайной сексуальной силы, но симпатизирует лишь своей однокласснице Отакаве (что не мешает ему заниматься сексом направо и налево со всей академией).

Сэйю : Такэдзу Коикэ.
- Саори Отакава (Saori Otokawa) — одноклассница Такуро, первый человек, которого он встречает по прибытии в академию. Отакава становится своеобразным опекуном Хаями, так как проникается чувствами к нему, и поэтому пытается оградить героя от домогательств девушек из социального клуба, которым руководит коварная Моримото Леона.

Сэйю : Хонока Мияко.
- Моримото Леона (Reona Morimoto) — красивая, высокомерная и властолюбивая глава социального клуба, которую все уважают и боятся, так как большинство студентов в долгу перед финансовой группой Моримото, а сестра Леоны, Рейна — директриса академии. Перевод Хаями Такуро заставляет Леону мобилизовать все свои силы, чтобы заполучить сексуальную аномалию себе в коллекцию. Чтобы заполучить его применяла любые способы.

Сэйю : Асука Ходзё.